# 蒂门多弗施特兰德
蒂门多弗施特兰德（德語：Timmendorfer Strand，意为“蒂门多夫的海滩”）是德国石勒苏益格－荷尔斯泰因州的一个市镇。总面积20.13平方公里，总人口9019人，其中男性4210人，女性4809人（2011年12月31日），人口密度448人/平方公里。